# Tony Stark (bande dessinée)
Pour les articles homonymes, voir Tony Stark.
Tony Stark est un riche auteur de best-seller, aventurier et proche de la nature créé par Édouard Aidans (dessin) et Jean Van Hamme (scénario) dans les pages de l'hebdomadaire jeunesse ouest-allemand Zack (de) en 1977, dont les aventures sont reprises à partir de 1979 dans l'hebdomadaire Super As (ou Super J pour la vente par courtage).

## Publications
| Description de l'épisode | Description de l'épisode    | Description de l'épisode | Description de l'épisode | Description de l'épisode        | Description de l'épisode | Prépublication ( France) | Prépublication ( France) | Prépublication ( France) | Prépublication ( France) | Prépublication ( France) | Publication en album | Publication en album | Publication en album    | Publication en album | Publication en album            |
| N°                       | Titre de l'épisode          | Nombre de pages          | Scénario                 | Dessin                          | Résumé | Périodiques              | De                       | De                       | À                        | À                        | Série                | N°                   | Titre de l'album        | Date                 | Éditeur                         |
| N°                       | Titre de l'épisode          | Nombre de pages          | Scénario                 | Dessin                          | Résumé | Périodiques              | N°                       | Date                     | N°                       | Date                     | Série                | N°                   | Titre de l'album        | Date                 | Éditeur                         |
| ------------------------ | --------------------------- | ------------------------ | ------------------------ | ------------------------------- | --- | ------------------------ | ------------------------ | ------------------------ | ------------------------ | ------------------------ | -------------------- | -------------------- | ----------------------- | -------------------- | ------------------------------- |
| 1                        | Le Tribunal des loups       | 46                       | Jean Van Hamme           | Édouard Aidans                  | | Zack (de)                | 28                       | 1978                     | 31                       | 1978                     | Tony Stark Intégrale | 1                    | Tony Stark Intégrale I  | sept. 2022           | BD Must Belgique                |
| 2                        | Les Diamants de monsieur D. | 46                       | Édouard Aidans           | Édouard Aidans                  | | Zack (de)                |                          |                          |                          |                          | Tony Stark Intégrale | 2                    | Tony Stark Intégrale II | sept. 2022           | BD Must Belgique                |
| 3                        | Une valise en enfer         | 46                       | Édouard Aidans           | Édouard Aidans                  | Lors d'un violent orage, Stark e réfugie dans un village qui semble abandonné, mais il est assommé en intervenant lorsqu'un certain Ritchie s'empare, sous la menace d'une arme à feu, de la valise d'une jeune femme contenant le butin d'un ancien hold-up. Max, un complice, s'accapare à son tour de la valise, prend un jeune garçon en otage et s'empare d'un camion-citerne. S'ensuit, une dangereuse poursuite... | Super As                 | 9                        | 10 avr. 1979             | 17                       | 5 juin 1979              | Tony Stark           | 1                    | Une valise en enfer     | juill. 1979          | EDI-3 Belgique Fleurus France   |
| 4                        | Le prisonnier du ciel       | 46                       | Jean Van Hamme           | Édouard Aidans Claude Laverdure | John Rigby est parachuté d'un avion pieds et poings liés par son neveu, aidé par Edward, associé de Rigby, voulant le faire disparaître pour être le seul à la tête d'une chaîne d'hotels qu'ils dirigeaient ensemble. Découvert par Stark, qui le ramène chez son père, Rigby veut se faire oublier, mais deux malfrats qui le recherchent pour le faire disparaître définitivement prennent le père de Stark en otage. Poursuivi par Stark, Stuart, un des bandits, abandonne son acolyte et le père de Stark en plein désert, emmenant Rigby avec lui. Épuisés, ils sont sauvés par deux amateurs de hors-piste. Stark va finalement régler ses comptes avec Edward lors une grande réception qu'il donne sans sa majestueuse propriété. | Super As                 | 20                       | 26 juin 1979             | 26                       | 7 août 1979              | Tony Stark           | 2                    | Le prisonnier du ciel   | janv. 1980           | Fleurus France                  |
| 5                        | Le lion d'un million        | 48                       | Jean Van Hamme           | Édouard Aidans Claude Laverdure | Un puma s'invite au lancement du dernier ouvrage de Tony Stark, avalant la bague valant un million de dollars d'un riche invitée qui met alors à prix la tête du félin, causant une chasse qui oppose alors ceux appâtés par le gain et ceux qui veulent protéger la bête. | Super As                 | 45                       | 18 déc. 1979             | 50                       | 22 janv. 1980            | Tony Stark           | 3                    | Le lion d'un million    | déc. 1980            | EDI-3 Belgique Fleurus France   |
| 6                        | Les voleurs de nuages       | 46                       | Jean Van Hamme           | Édouard Aidans Claude Laverdure | Tony Stark supervise au Nevada le tournage d'un western spaghetti, adapté d'un de ses romans, interrompu par une décapotable conduite par Karin Stern pour les prévenir que 200 chevaux sauvages qui semblent devenus fous se précipitent vers eux, détruisant tout sur leur passage. Cet événement se répètant depuis plusieurs mois, Tony et Karin tentent alors de résoudre l'enigme. | Super As                 | 51                       | 29 janv. 1980            | 55                       | 26 mars 1980             | Tony Stark           | 4                    | Les voleurs de nuages   | avr. 1981            | Hachette France                 |
| 7                        | Opération Jonas             | 46                       | Jean Van Hamme           | Édouard Aidans                  | Ayant franchi difficilement le sommet d'un haut glacier auquel ils se sont attaqués, Stark, un professeur et un lieutenant de marine découvrent un lagon formé entre les falaises de glace où snt coincés quatre énormes rorquals. Ils font éclater une partie de la falaise pour libérer les cétacés, mais Stark et le lieutenant chutent au bas d'une falaise. Ils sont récupérés par un marin russe qui les conduits jusqu'à un sous-marin russe dissimulé contenant quatre survivants. | Super As                 | 60                       | 1er avr. 1980            | 68                       | 27 mai 1980              | Tony Stark           | 5                    | Opération Jonas         | sept. 1981           | Novedi Belgique Hachette France |
| 8                        | La peau des autres          | 46                       | Édouard Aidans           | Édouard Aidans                  | Capturés par des révolutionnaires, Tony Stark, son père et leur ami Mac Dowel s'échappent et rejoignent une réception hollywoodienne en pleine brousse africaine où on célèbre les fiançailles du fils du milliardaire Schaffer. Lors du clou de la célébration, un safari, la fiancée est enlevée. |                          |                          |                          |                          |                          | Tony Stark           | 6                    | La peau des autres      | sept. 1982           | Novedi Belgique Hachette France |

Après la prépublication des épisodes dans Zack (de) en Allemagne, puis de certains épisodes dans Super As en Belgique, les épisodes prépubliés en français sont d'abord publiés en album par Novedi et Hachette. En septembre 2022, BD Must publie l'ensemble des épisodes dans deux intégrales.